# Bảo tàng Câu lạc bộ bóng đá Arsenal
Bảo tàng Câu lạc bộ bóng đá Arsenal là một bảo tàng nằm ở Holloway, London, được điều hành bởi Câu lạc bộ bóng đá Arsenal và dành riêng cho lịch sử của câu lạc bộ này.
Bảo tàng chứa rất nhiều triển lãm và kỷ vật trong suốt lịch sử câu lạc bộ, bao gồm áo của Charlie George vài trận Chung kết FA Cup 1971, đôi ủng của Michael Thomas từ trận đấu quyết định danh hiệu 1988-89 của Arsenal với Liverpool, áo của Alan Smith từ Chung kết Cúp Nhà vô địch UEFA 1994 và một chiếc cúp kỷ niệm mùa giải Premier League 2003-2004 của Arsenal, nơi họ giành danh hiệu bất bại.
Bảo tàng hiện đang nằm trong Tòa nhà Tam giác phía Bắc, ngay phía bắc Sân vận động Emirates, sân nhà của câu lạc bộ. Nó đã từng được đặt bên trong sân vận động Highbury Stand của Arsenal từ sân khai mạc vào năm 1993 đến 2006, khi Highbury bị đóng cửa và tái phát triển. Nó hiện thu hút hơn 120.000 du khách mỗi năm.
Bảo tàng mở cửa tất cả các ngày trong tuần. Vào các ngày mai, bảo tàng chỉ mở cửa từ 10 giờ sáng đến nửa giờ trước khi khởi động. Nhập học cũng được bao gồm như là một phần của tour du lịch của Sân vận động Emirates.